# تشاك سكاربورو
تشاك سكاربورو (بالإنجليزية: Chuck Scarborough)‏ هو صحفي وطيار ومذيع أخبار أمريكي، ولد في 4 نوفمبر 1943 في بيتسبرغ في الولايات المتحدة.

## وصلات خارجية
- تشاك سكاربورو على موقع IMDb (الإنجليزية)
- تشاك سكاربورو على موقع قاعدة بيانات الفيلم (الإنجليزية)